# Zgornji Obrež
Zgornji Obrež je naselje v Občini Brežice. Leži južno od Artič ob železniški progi med Ljubljano in Zagrebom.
Čez Zgornji Obrež poteka glavna cesta, ki pelje proti Krškem in Brežicam. Ob vas teče tudi potok Močnik, ki se izliva v reko Savo. Na Zg. Obrežu ni javnih zgradb. Vaščani se večinoma ukvarjajo s poljedelstvom in živinorejo. V središču vasi je vaški vodnjak, ki je nekakšna kulturna dediščina, okoli pa tudi nekaj kozolcev. Poleg vaškega vodnnjaka je tudi zbiralnica mleka, avtobusna postaja in igrišče.Vsako leto se vaščani zberejo na Drugovičevi domačiji, od koder gredo na travnik postavljat mlaj in zvečer kurit kres. To je največji dogodek na vasi. Vsako leto oktobra je tudi organiziran kostanjev piknik. Turisti se večinoma fotografirajo za spomin na križišču pri Jezusovem križu, ki je zelo urejen in ves v cvetju.

## Prebivalstvo
Etnična sestava 1991:
- Slovenci: 157 (94,6 %)
- Hrvati: 2 (1,2 %)
- Neznano: 7 (4,2 %)

## Zgodovina
Po starih zapiskih (zemljiška knjiga, katastrski posnetki, zemljevidi), naj bi se ime Zgornji Obrež (po nemško Über Obresh), pojavilo nekje pred 750 do 760 leti.